# Еверт фон Рентельн
Еверт (Евальд Вольдемар) фон Рентельн (нім. Evert/Ewert (Ewald Woldemar) von Renteln; 10 квітня 1893 — 9 січня 1947) — німецький і російський офіцер, оберст вермахту. Кавалер Лицарського хреста Залізного хреста.

## Біографія
Балтійський німець. Учасник Першої світової війни, служив у кавалерійських частинах Російської армії. З грудня 1918 року — офіцер Балтійського полку. З травня 1919 року — командир 2-го батальйону 5-го Островського полку. З грудня 1919 року служив у кінно-єгерському полку. Після ліквідації Північно-Західної армії жив у Естонії, потім — в Польщі. Був членом Союзу кінних гвардійців. 22 серпня 1941 року поступив на службу у вермахт. З 5 листопада 1942 року — командир 360-го козацького полку, який 22 лютого 1945 року увійшов до складу 25-го кавалерійського корпусу. Разом із козаками Рентельн був виданий СРСР. 21 жовтня 1946 року воєнним трибуналом Західно-Сибірського воєнного округу засуджений до страти. Розстріляний.

## Нагороди

### Російська імперія
- Орден Святої Анни 4-го ступеня з написом «За хоробрість» (20 березня 1915)
- Орден Святого Володимира 4-го ступеня з бантом (20 травня 1915)
- Орден Святого Станіслава 2-го ступеня з мечами (7 вересня 1919)
- Орден Святої Анни 2-го ступеня з мечами (31 грудня 1919)

### Третій Рейх
- Залізний хрест 2-го і 1-го класу
- Нагрудний знак «За танкову атаку» в бронзі
- Нагрудний знак «За поранення» в чорному
- Медаль «За зимову кампанію на Сході 1941/42»
- Нарукавний щит за знищення танків для козаків (1943)
- Відзнака для східних народів 1-го класу в сріблі з мечами
- Лицарський хрест Залізного хреста (13 січня 1945)